# Sinopoda forcipata
Sinopoda forcipata är en spindelart som först beskrevs av Karsch 1881.  Sinopoda forcipata ingår i släktet Sinopoda och familjen jättekrabbspindlar. Inga underarter finns listade i Catalogue of Life.